# Gypsophila glandulosa
Gypsophila glandulosa är en nejlikväxtart som först beskrevs av Pierre Edmond Boissier, och fick sitt nu gällande namn av Wilhelm Gerhard Walpers. Gypsophila glandulosa ingår i släktet slöjor, och familjen nejlikväxter. Inga underarter finns listade i Catalogue of Life.